# Tratado de Sevilla (1729)

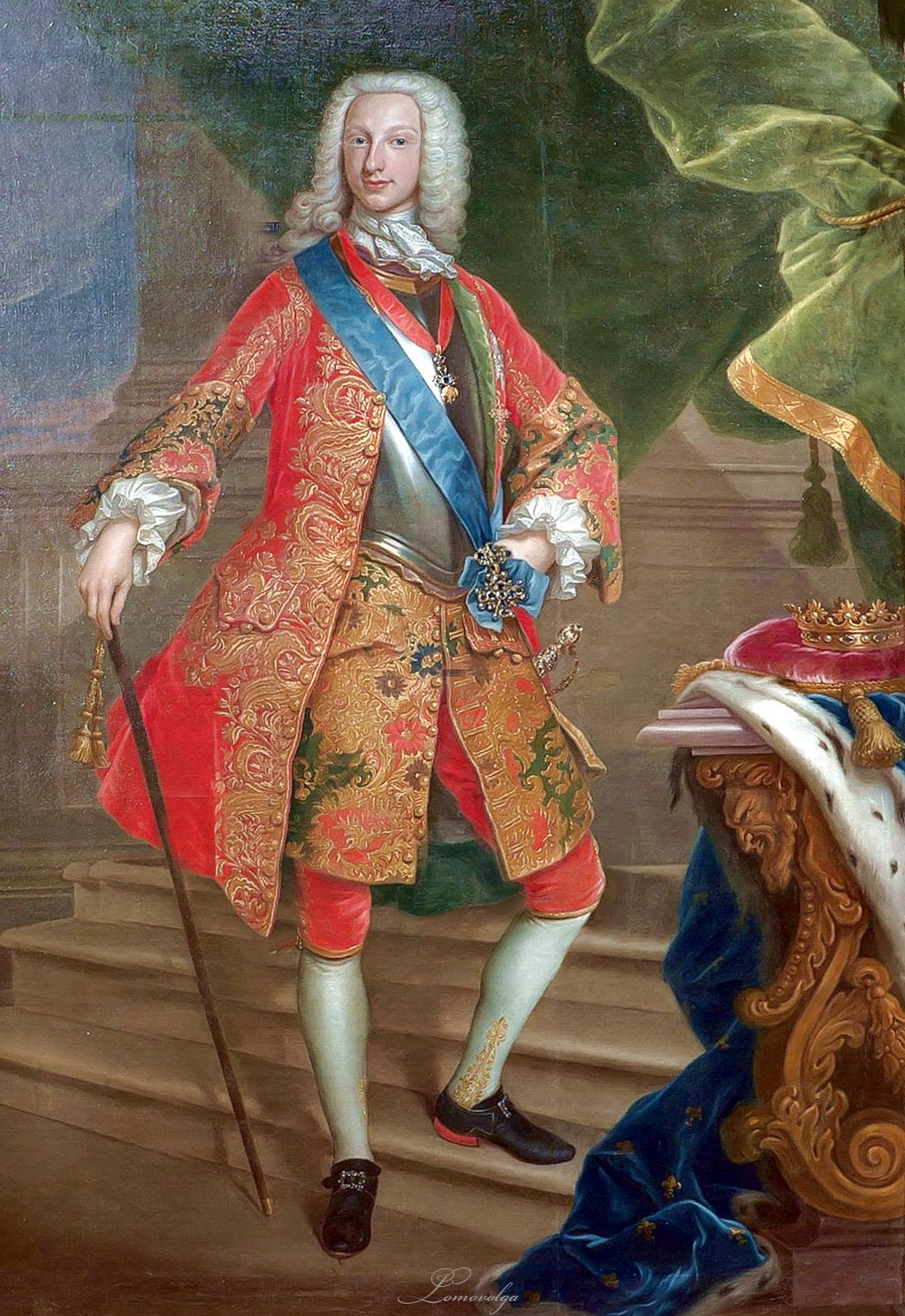
Infante Don Carlos en 1731

El tratado de Sevilla fue un acuerdo firmado el 9 de noviembre de 1729, tras la guerra angloespañola de 1727-1729, entre España, Francia y Gran Bretaña, que posteriormente se añadieron  los Países Bajos. Se firmará en Sevilla debido a que entre 1729 y 1733 Felipe V inicia un periplo por Andalucía que le llevará a establecer la Corte en Sevilla. El Tratado fue la pieza clave que permitió al infante Don Carlos, futuro Carlos III, ser Duque de Parma y Plasencia. Además de príncipe heredero del Gran Ducado de Toscana, que recibiría a la muerte de Juan Gastón de Médici.

## Historia
El tratado fue firmado el 9 de noviembre con la asistencia de Juan Bautista de Orendain y José Patiño Rosales en nombre de Felipe V de España, William Stanhope y Benjamin Keene en representación de Jorge II de Gran Bretaña y el marqués de Brancas por parte del rey Luis XV de Francia. Francisco Vandermeer, delegado de los Estados Generales de los Países Bajos, se adhirió al tratado el 21 de noviembre del mismo año.
Por el tratado, Gran Bretaña conservaba el dominio del puerto de Mahón en la isla baleárica de Menorca, y el Peñón de Gibraltar.
España reconoció así el equilibrio europeo impuesto por la Triple Alianza, la cesión de Gibraltar y Menorca a Gran Bretaña y el mantenimiento de los privilegios comerciales ingleses. 
La ventaja derivada de tales acuerdos para Isabel de Farnesio, y para su marido, el rey Felipe V, es el reconocimiento de la sucesión del infante don Carlos (futuro Carlos III de España) a los ducados de Parma y Plasencia. 
Mediante el documento, Francia, Inglaterra y España se comprometían a mantener una pequeña fuerza de 8.000 soldados de infantería y 4.000 de caballería para apoyarse mutuamente en caso de necesidad. También se acordaba que una expedición española de 6.000 soldados podría entrar en las plazas de Livorno, Porto Ferrayo, Parma y Plasencia para asegurarse la sucesión del infante don Carlos en esos estados del Norte de Italia. Esta cláusula encontraría reticencias de Francia, que no deseaba facilitar las cosas a España en Italia.
El 20 de enero de 1731 muere el Duque de Parma, Antonio Farnesio, y la sucesión correspondía pues a don Carlos. Sin embargo, el Emperador del Sacro Imperio Romano Germánico, el Archiduque de Austria Carlos VI, envía tropas a ocupar Parma y Plasencia. El Rey de España recurrió entonces al Tratado de Sevilla y pidió ayuda a Francia, pero al no llegar respuesta de Versalles el día 28 de ese mismo mes Felipe V declaró:

España se siente libre de todos los engaños contraídos en el Tratado, y queda en plena facultad de tomar el partido que más convenga a sus reales intereses.

Todas las potencias europeas trataron de evitar la guerra y el 16 de marzo de 1731 se firma un nuevo tratado en Viena entre Reino Unido, Holanda y Austria y en julio se firmará otro entre España y Austria. Austria reconocería las propuestas del Tratado de Sevilla y aceptaba que tropas españolas entrasen en Parma, Plasencia y la Toscana. El 20 de octubre el infante Carlos se despide de sus padres en Sevilla, embarca en Antibes y llega a Italia el 27 de diciembre.